# Esja UMFK Reykjavík
Esja UMFK Reykjavík – islandzki klub hokejowy z siedzibą w Reykjavík.

## Sukcesy
- Złoty medal mistrzostw Islandii (1 raz): 2017

## Zawodnicy

### Kadra w sezonie 2017–18
Na podstawie materiału źródłowego:
| Bramkarze: - Daniel Johannsson - Atli Valdimarsson Obrońcy: - Steindor Ingason - Daniel Kolar - Petr Kubos - Andrej Mrazik - Robert F. Pålsson - Kostiantyn Szarapow - Thorhallur Vidarsson - Hjalti Johannsson |  | Napastnicy: - Olafur Björnsson - Andri T. Gudlaugsson - Gunnlaugur Gudmundsson - Einar Gudnason - Antonín Jelínek - Aaron Knutsson - Ragnar Kristjansson - Petur Maack - Markus Maack - Jon Oskarsson - Jan Semorád - Björn R. Sigurdarson - Matthias S. Sigurdsson - Robert Sigurdsson - Andri Sverrisson - Egill Thormodsson - Daniel Triesler |